# 미니스트리 오브 브로드캐스트
《미니스트리 오브 브로드캐스트》(Ministry of Broadcast)는 미니스트리 오브 브로드캐스트 스튜디오가 개발한 2020년 인디 어드벤처 플랫폼 게임이다. 이 게임은 조지 오웰의 소설 1984년으로부터 영감을 받았다.

## 게임플레이와 줄거리
미니스트리 오브 브로드캐스트의 게임플레이는 고전 2D 플랫폼 게임의 하나인 페르시아의 왕자의 영향을 받았다. 이 게임의 배경은 벽으로 나뉜 전체주의 국가이다. 오렌지(Orange)라는 이름의 플레이어 캐릭터는 월 쇼(Wall Show)라는 이름의 치명적인 리얼리티 TV 쇼에 참전해야 한다. 오렌지는 경비견을 포함한 여러 단계의 덫과 적을 마주친다. 적과 덫을 피하고 퍼즐을 풀어야 하며 퍼즐을 풀기 위한 다른 참가자를 대동할 수 있다.

## 평가
미니스트리 오브 브로드캐스트는 2018 게임 액세스에서 최고의 게임플레이상을 받았고 최고의 예술상의 후보로 지명되었다.